# サイカシン
サイカシン（英語: Cycasin）は、植物に含まれる化学物質（配糖体）の1つである。組成式は C8H16N2O7、分子量は約252である。特にソテツ（種子、葉、幹など全草）に含まれる毒物として知られる。

## 概要
サイカシンは、ソテツ類（ソテツやザミア・プミラなどのザミア科）に含まれている。これらの植物からは、サゴと呼ばれる食用のデンプンを取ることができる。しかし、サイカシンはヒトなどに対して毒性があることが知られており、これらの植物から採取したデンプンを食用にするためには、サイカシンを取り除く必要がある。処理法としては、デンプンよりもサイカシンの方がはるかに水溶性が高いことを利用して水にさらす方法の他、太陽光にさらして紫外線による分解を狙う方法などがある。
1955年、鹿児島大学農学部の西田孝太郎により構造決定がなされた。
オーストラリア原産のマクロザミア属に含まれるマクロザミン（macrozamin）は、サイカシンのグルコースがプリミベロース（6-O-β-D-キシロピラノシル-D-グルコース）に置き換わったもので、同様に毒性を持つ。

## 機序
ヒトがサイカシンを口にすると、消化管内に住む細菌の持つβ-グルコシダーゼによって加水分解され、グルコースが切断されてメチルアゾキシメタノールが遊離する。メチルアゾキシメタノールだけでなく、代謝産物であるホルムアルデヒドとジアゾメタンも毒性を持つ。

## 発がん性
サイカシンにはヒトに対して、肝毒性があることが知られている。また、ヒトに対する発がん性も疑われており、国際がん研究機関は、サイカシンをグループ2B (ヒトに対する発癌性が疑われる) に分類している。この他、ウシがソテツの葉や種子などを食べると、サイカシンの影響によって、致命的な神経症状が現れることがあることも知られている。なお、サイカシンはメチル-ONN-アゾキシメタノール β-D-グルコシルトランスフェラーゼがUDP-グルコースとメチルアゾキシメタノールアセタートを基質としてUDPとともに生成する。